# 21388 Moyanodeburt
A 21388 Moyanodeburt (ideiglenes jelöléssel 1998 FJ25) a Naprendszer kisbolygóövében található aszteroida. A LINEAR projekt keretében fedezték fel 1998. március 20-án.